# Brachiaria mesocoma
Brachiaria mesocoma är en gräsart som först beskrevs av Christian Gottfried Daniel Nees von Esenbeck, och fick sitt nu gällande namn av Aimée Antoinette Camus. Brachiaria mesocoma ingår i släktet Brachiaria och familjen gräs. Inga underarter finns listade i Catalogue of Life.